# Carriage Paid To
Pour les articles homonymes, voir CPT.
CPT est un Incoterm qui signifie Carriage Paid To
Dans cet incoterm, le vendeur paye pour le transport jusqu'au point de destination. L'acheteur paye l'assurance. Le transfert de risques a lieu quand les marchandises sont remises entre les mains du premier transporteur.